# Hoàng Ngọc Liêm

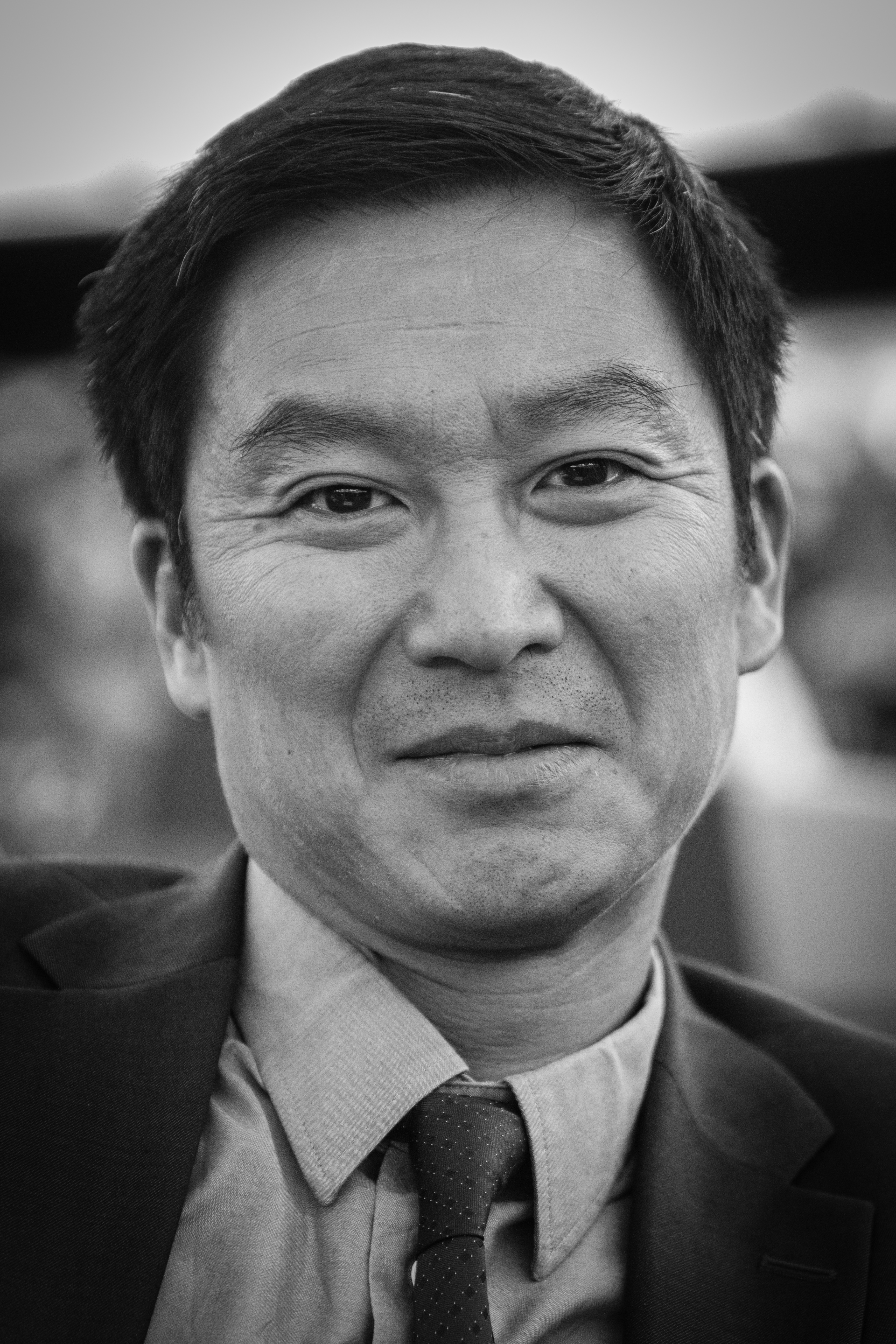
Hoàng Ngọc Liêm

Hoàng Ngọc Liêm (11 tháng 12 năm 1964) là một nhà kinh tế học người Pháp gốc Việt. Ông đồng thời là một nhà chính trị của Đảng Xã hội Pháp, Hoàng Ngọc Liêm đã trúng cử vào Nghị viện châu Âu trong cuộc bầu cử ngày 7 tháng 6 năm 2009.

## Tiểu sử
Hoàng Ngọc Liêm sinh năm 1964 tại Sài Gòn. Năm 1968, ông cùng bố mẹ di cư sang Pháp và định cư tại Amiens. Sau khi tốt nghiệp trường trung học Louis Thuillier ở Amiens, ông theo học Đại học Picardie và sau đó là Đại học Paris 1 Panthéon-Sorbonne nơi ông nhận bằng tiến sĩ về kinh tế học. Từ năm 1992 đến năm 1994, Hoàng Ngọc Liêm làm việc tại Viện nghiên cứu kinh tế và xã hội, ông chuyên nghiên cứu về tác động của thuế đối với tăng trưởng kinh tế. Năm 1990 Hoàng Ngọc Liêm được nhận giải thưởng kinh tế học mang tên Jacques Tymen. Ông hiện là giảng viên chính (maître de conférences) tại Đại học Paris 1 đồng thời là nghiên cứu viên của CNRS và thường xuyên viết bài cho các tạp chí về kinh tế.
Bên cạnh lĩnh vực khoa học, Hoàng Ngọc Liêm còn là một nhà chính trị, đảng viên Đảng Xã hội Pháp và là thành viên của Ủy ban Trung ương (Conseil national) của Đảng Xã hội từ năm 2003. Hoàng Ngọc Liêm được Đảng Xã hội Pháp bầu làm Thư ký phụ trách mảng kinh tế (secrétaire national adjoint à l'économie). Trong cuộc bầu cử Nghị viện châu Âu ngày 7 tháng 6 năm 2009, Hoàng Ngọc Liêm đã trúng cử với tư cách ứng viên của Đảng Xã hội khu vực Đông Pháp.